# Stadio municipale Lucio Fariña Fernández
Lo Stadio municipale Lucio Fariña Fernández (in spagnolo Estadio Municipal Lucio Fariña Fernández) è uno stadio calcistico di Quillota, in Cile, della capienza di 7 703 spettatori. È stato costruito nel 1940.
È utilizzato prevalentemente dalla squadra locale, il San Luis de Quillota.